# 秀丽拟枣贝
秀丽拟枣贝（学名：Ficadusta pulchella）为宝贝科的动物，俗名紫贝齿。舊屬拟枣贝属，今屬Ficadusta屬。

## 分佈
分布于日本、菲律宾、新加坡、新不列颠、印度洋北部的阿曼湾、台湾岛，包括南海等海域，多栖息于潮下带。该物种的模式产地在中国。

## 外部連結
- 維基物種上的相關：秀丽拟枣贝